# Distrito electoral federal 1 de Sonora

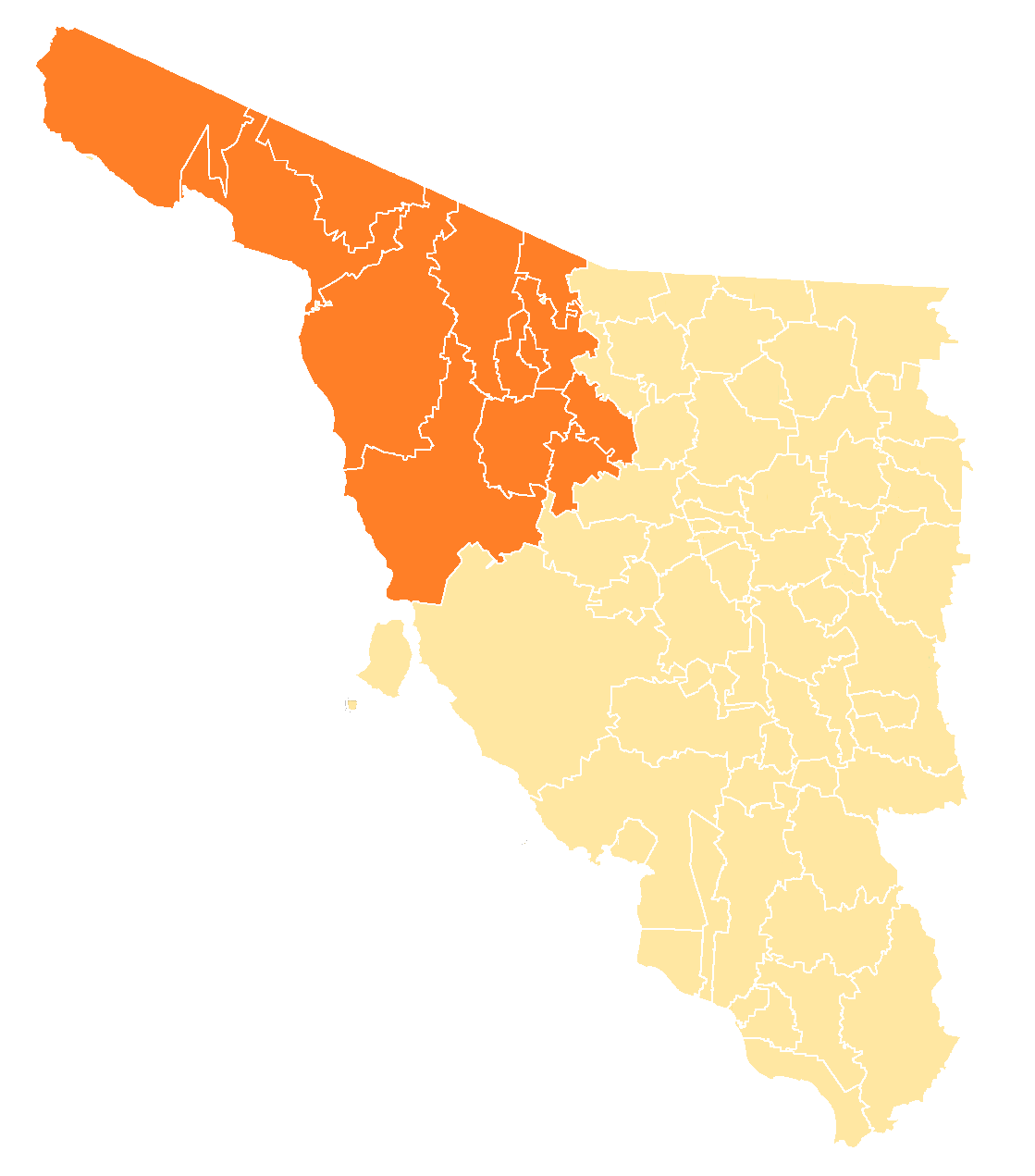
Mapa de los municipios que componen el Primer Distrito Electoral Federal de Sonora.

El I Distrito Electoral Federal de Sonora es uno de los 300 distritos electorales en los que se encuentra dividido el territorio de México y uno de los 7 en los que se divide el estado de Sonora. Su cabecera es San Luis Río Colorado.
Ocupa el noroeste del estado, desde el proceso de redistritación de 2005 está formado por los municipios de Altar, Atil, Benjamín Hill, Caborca, General Plutarco Elías Calles, Oquitoa, Pitiquito, Puerto Peñasco, San Luis Río Colorado, Santa Ana, Sáric, Trincheras y Tubutama.

## Distritaciones anteriores

### Distritación 1996 - 2005
Lo formaban los mismos municipios que lo integran actualmente, sumados a los de Carbó, Opodepe, Rayón y San Miguel de Horcasitas.

## Diputados por el distrito
- L Legislatura
  - (1976 - 1979): Ricardo Castillo Peralta
- LI Legislatura
  - (1979 - 1982): Luis Antonio Bojórquez Serrano
- LII Legislatura
  - (1982 - 1985): Luis Héctor Ochoa Bercini
- LIII Legislatura
  - (1985 - 1988): Luis Donaldo Colosio Murrieta
- LIV Legislatura
  - (1988 - 1991): Armando López Nogales
- LV Legislatura
  - (1991 - 1994): Guillermo Hopkins Gamez
- LVI Legislatura
  - (1994 - 1997): Daniel Trélles Iruretagoyena
- LVII Legislatura
  - (1997 - 2000): Francisco Suárez Tánori
- LVIII Legislatura
  - (2000 - 2003): Marcos Pérez Esquer
- LIX Legislatura
  - (2003 - 2006): Julio César Córdova
- LX Legislatura
  - (2006 - 2009): José Inés Palafox Núñez
- LXI Legislatura
  - (2009 - 2012): Leonardo Arturo Guillén Medina
- LXII Legislatura
  - (2012 - 2015): José Enrique Reina Lizárraga
- LXIII Legislatura
  - (2015 - 2018):  José Everardo López Córdova
- LXIV Legislatura
  - (2018 - 2021): Manuel Baldenebro Arredondo
- LXV Legislatura
  - (2021 - 2024): Manuel Baldenebro Arredondo
- LXVI Legislatura
  - (2024 - 2027): Manuel Baldenebro Arredondo

## Resultados electorales

### 2015
|  | 42.35 % |

|  | 37.56 % |

|  | 3.06 % |

|  | 1.16 % |

|  | 2.30 % |

|  | 2.06 % |

|  | 5.39 % |

|  | 00.70 % |

|  | 2.54 % |

|  | 0.06 % |

|  | 2.82 % |

|  | 100.00 % |

### 2012
|  | 45.12 % |

|  | 34.35 % |

|  | 10.57 % |

|  | 01.92 % |

|  | 01.61 % |

|  | 00.03 % |

|  | 06.38 % |

|  | 100.0 % |